# 歩兵第29連隊
歩兵第29連隊（ほへいだい29れんたい、歩兵第二十九聯隊）は、大日本帝国陸軍の連隊のひとつ。

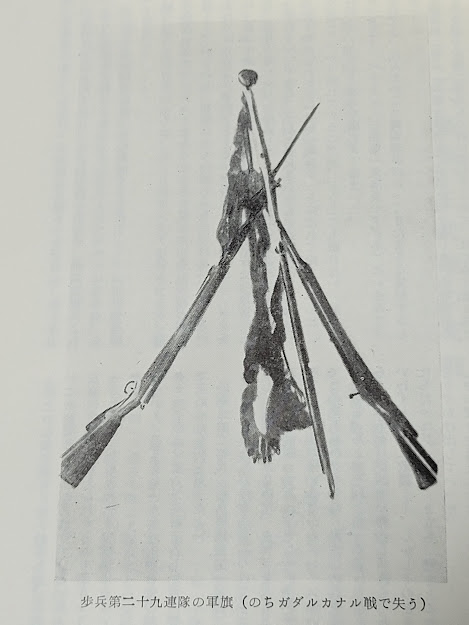
29連隊軍旗

## 沿革
- 1896年（明治29年）11月 - 仙台にて連隊の編成に着手
- 1898年（明治31年） - 3月24日 - 軍旗拝受
- 1904年（明治37年） - 日露戦争に従軍

2月5日 -第二師団に動員下令
5月-九連城の戦闘
7月-摩天嶺の戦闘
8月-様子嶺の戦闘、遼陽の戦闘
10月-沙河会戦
- 1905年（明治38年）3月-奉天会戦における高台嶺の戦闘
- 1906年（明治39年）1月 - 帰還
- 1910年（明治43年）3月-朝鮮駐箚
- 1914年（大正3年）9月 -第六中隊、北支那警備に派遣
- 1917年（大正10年）6月 - サガレン出兵、ニコライスクを連隊の本拠とする。
- 1919年（大正12年）9月 -関東大震災戒厳勤務
- 1925年（大正14年）1月27日 - 軍縮で歩兵第65連隊廃止となり衛戍地を仙台川内から福島県会津若松に転営
- 1931年（昭和6年）4月 - 満州駐剳、奉天に駐屯（第三大隊が留守隊として若松残留）
- 1931年（昭和6年）9月 - 満州事変に出動。

9月18日~19日 -奉天の戦闘
9月30日~11月12日 -鄭家屯及び鄭通戦の警備
11月6日 -江橋付近の戦闘
11月13日~18日-三間房の戦闘
11月19日 -チチハルの戦闘
- 1932年（昭和7年）

1月1日-溝幣子の警備
1月5日~28日 -溝幣子の警備
2月1日~3日 -長春よりハルピンに向かう
2月3日 -廂五旗五屯付近の戦闘
2月4日-ハルピンの戦闘
2月5日 -ハルピン入城
- 1932年（昭和7年）12月31日 - 帰還（奉天出発）
- 1933年（昭和8年）11月6日 - 若松凱旋 ※満州事変戦死者54名
- 1936年（昭和11年）2月26日-6月5日 二・二六事件に対応し、第2師団派遣部隊として東京へ向かい戒厳勤務に就いた。
- 1937年（昭和12年）

2月11日 - 臨時編成下令
4月7日 - 編成完結
4月12日 - 第二次満州派遣のため若松出発。
4月23日 - ハルビン着、満州各地の警備、戦闘討伐にあたる。
7月7日 - 日中戦争勃発
- 1938年（昭和13年）4月26日 - ハルビンに移駐、5月10日に応急派兵が下令され斎寧に移動、徐州会戦などに参加。
- 1939年（昭和14年）8月23日 - 速射砲中隊ノモンハン事件に出動。26日第二師団出動命下。連隊主力は8月27出発、9月1日ハイラル着。

10月4日 - 停戦による応急派兵編成解除。以降嫩江に駐留する。
10月20日 - 内地帰還のため出発。
10月31日 - 若松帰還
- 1941年（昭和16年）

10月9日動員下令、22日編成完結。阿武隈山中にて密林突破訓練、石巻での敵前上陸訓練等を実施。
12月2日 - 若松出発。
12月4日 - 豊橋着。高師原廠舎に入る。この時連隊の人員2719名。
12月10日 - 連隊長佐藤大佐、熱田神宮へ戦勝祈願。各隊は豊川稲荷に参拝。
- 1942年（昭和17年）

1月15日 - 留守隊より戦用被服届く。熱地用被服であったため南方行きを知る。
1月16日 - 豊橋出発
1月19日 - 宇品港を出発。貨物船宝永山丸、大日丸、東福丸に別れ乗船。
3月1日 - バンタム湾に集結、ジャワ島攻略戦に参加
3月13日 - ジャワ各地を分散警備
9月17日 - バタビア出港
9月27日 - 連隊はラバウルに集結、ガダルカナル島攻略の命令を受ける。
9月29日 - 午前10時半にラバウルに入港
10月1日  - ラバウル出港
10月5日 - ガダルカナル島上陸開始
10月16日 - 進撃命令を受け行動を開始、工兵第二連隊の支援を受け歩道(丸山道)を構築しつつ前進する。
10月25日 - 夜、旗手大野実信少尉、小林行雄准尉、兵1人の計3名が行方不明となった。
10月29日 - 軍旗は菊紋、旗竿（二分割）、房に分割、土中に埋めて遮蔽していたが連隊長と第7中隊長の鈴木了大尉は軍旗を捧持して連隊長と共に敵陣に向かったとされる。軍旗覆い及び紐は旗護兵の上等兵が掌握、兵站病院で戦死後十一中隊第四分隊長が背嚢より発見、本部暗号班長の手に渡り、現在は福島県伊達市保原町に現存する。
10月29日 - 軍旗は、古宮連隊長、第7中隊長鈴木了とともに最後を遂げた。
10月？日 - 連隊長古宮大佐は戦死したとも自決したとも言われる。のち、軍旗は生存者30名前後によって土中埋没処理が行われる。24～26日までの戦死者は将校31名、准士官以下490名。
11月23日 - 連隊は師団予備となり海岸線の警備に就くも、重傷者は残置され次々と死んでいった。
12月17日 -第一次補充隊ラバウル着
12月31日 -第二次補充隊ラバウル着。以後補充隊主力はマヌス島の飛行場建設にあたる。
- 1943年（昭和18年）

2月7日 - 連隊の残存兵253名はガダルカナル島を撤退する。(このうち203人が廃人同様　の重症患者)
2月8日 -ブーゲンビル島エレベンタに入泊し、無事上陸。
3月23日-連隊長交代
4月7日-ココポに移り補充隊を掌握。
4月18日-フィリピン移駐のため、ラバウル港を出航。
5月8日-マニラに入港し、ゴンザレスに向かう。
5月11日-ゴンザレスに全連隊が終結完了。とあるも参加出来た兵は五十名に満たなかった。
10月6日-ゴンザレス発
10月8日-マニラ終結連隊主力はサンタアナにて待機。
10月12日-第三大隊はシンガポールに向かい、マラッカに駐屯。
11月3日‐連隊（第二大隊・連隊砲中隊を除く）に出発命令下達
11月5日-輸送船興帝丸によりマニラ出航
11月10日‐シンガポール入港セレンバンに向かい前進、13日集結完了。第十八独立守備隊指揮下に入り教育訓練及びマレー半島の警備にあたる。
12月12日‐第二大隊・連隊砲中隊シンガポール入港。
12月中旬‐軍旗再親授の報とビルマ転進の為の出動準備の命令を受ける。
- 1944年（昭和19年）

1月13日‐軍旗再親授のため大島連隊長は旗手古沢少尉、誘導将校伊東中尉以下小野軍曹、赤塚伍長を伴いセレンバンを出発。
1月下旬‐ビルマ転進の師団命令を受ける
1月31日‐皇居で軍旗親授式が行われ、歩兵第28連隊とともに軍旗を再度拝受。
2月1日‐連隊長一行は立川発、福岡歩兵第113連隊補充隊に仮泊。
2月2日‐雁巣飛行場発台北に向かう途中長崎県の千々石町九千部山中腹に搭乗機が衝突。乗員および連隊旗手、衛兵等は全員殉職するも拝受したばかりの軍旗は旗竿の一部破損にとどまった。現地の部隊ではこの日深夜、軍命令により事故処理と軍旗宰領のための人員を決定。
2月5日‐三宅健三郎大佐着任（健三郎の「けん」の字は牛偏に建である）
2月8日-連隊長代理、栗栖少佐以下西部軍司令部に出頭。
2月12日‐陸軍省、陸軍大臣室にて派遣技術員が旗手立会いの下、軍旗を修理。所要時間は約40分。
2月17日‐連隊長以下立川発
2月22日‐連隊主力（連隊本部、直轄各中隊、第3大隊）はサンドウェイ地区防衛隊となる旨の師団命令を受ける。
2月25日‐連隊本部、直轄各中隊、第3大隊はレパタンに集結完了。
2月26日‐連隊長以下ラングーンのミンガラドン飛行場着、連隊終結地レパタンに前進。師団長参列の下、軍旗奉迎式を挙行。
2月27日‐第1大隊は54師団の指揮下に入りアキャブに前進。主力はサンドウェイに前進。
3月 - ビルマに進出しサントウエイの防御に当たる
8月 - 龍陵に移動、第一次断作戦に参加
10月 - 第二次断作戦に参加
- 1945年（昭和20年）

1月 - 仏印に転進
第2師団司令部に部隊配置の指示を受ける。
3月7日以下の地域に配置完了
ストットレン - 連隊本部、第3大隊本部、11中隊主力、連隊砲中隊主力
クラチェ - 9中隊主力、10中隊、3機関銃中隊1小隊、3大隊砲小隊、連隊砲中隊の1小隊、工兵隊
パクセ - 11中隊の1小隊
プノンペン - 速射砲中隊主力、第7中隊(捜索第2連隊に配属)･大湖南側地区…第2大隊(第7中隊欠)
タイニン地区 - 隊1大隊主力
2月 - 明号作戦に参加
8月15日 - 終戦、玉音放送聴取、軍旗奉焼の緊急電報を受ける。当連隊は通信中隊の尽力により無線機を改造して受信することが出来た。

## 歴代連隊長
| 代 | 氏名       | 在任期間               | 備考           |
| -- | ---------- | ---------------------- | -------------- |
| 1  | 依田廣太郎 | 1896.9.25 -            | 中佐、大佐昇進 |
| 2  | 山本信行   | 1898.10.1 - 1900.5.9   |                |
| 3  | 平田辰蔵   | 1900.5.9 - 1903.7.11   | 中佐、大佐昇進 |
| 4  | 島田繁     | 1903.7.11 -            | 中佐           |
| 5  | 豊田龍成   | 1905.3.3 -             | 少佐（心得）   |
| 6  | 及川恒昌   | 1906.1.20 - 1907.10.22 |                |
| 7  | 庄司平三郎 | 1907.10.22 - 1909.9.20 | 中佐、大佐昇進 |
| 8  | 森知之     | 1909.9.20 - 1912.9.28  |                |
| 9  | 寺西秀武   | 1912.9.28 -            |                |
| 10 | 村岡長太郎 | 1913.11.15 - 1915.2.15 |                |
| 11 | 山田軍太郎 | 1915.2.15 - 1916.8.18  |                |
| 12 | 伊丹松雄   | 1916.8.18 - 1918.7.24  |                |
| 13 | 関東       | 1918.7.24 -            |                |
| 14 | 中川茂雄   | 1920.7.16 -            |                |
| 15 | 工藤豪吉   | 1922.12.6 -            |                |
| 16 | 鶴島無難太 | 1923.11.7 -            |                |
| 17 | 小川恒三郎 | 1925.5.1 -             |                |
| 18 | 上野西郎   | 1926.3.2 -             |                |
| 19 | 水島顕     | 1929.8.1 -             |                |
| 20 | 平田幸弘   | 1930.8.1 -             |                |
| 21 | 河村董     | 1932.8.8 - 1934.3.5    |                |
| 22 | 斎藤済一   | 1934.3.5 - 1935.8.1    |                |
| 23 | 佐伯文郎   | 1935.8.1 -             |                |
| 24 | 飯島信之   | 1937.9.4 -             |                |
| 25 | 牧野四郎   | 1938.7.15 -            |                |
| 26 | 佐藤半七   | 1939.8.1 -             |                |
| 27 | 古宮正次郎 | 1942.8.1 - 10.26       | 戦死           |
| 28 | 小原重孝   | 1942.11.1 -            |                |
| 29 | 大島護     | 1943.3.23 - 1944.2.1   | 戦死(航空事故) |
| 末 | 三宅犍三郎 | 1944.2.5 -             |                |